# Minamoto no Yorimasa
Minamoto no Yorimasa, (源 頼政), född 1106, död 1180, var en framstående japansk poet vars alster finns bevarade i ett flertal antologier. Han tjänade åtta olika kejsare under sin långa karriär och innehade poster som as hyōgo no kami (ungefär vapenmästare). Han var också krigare och ledde Minamoto-klanens arméer i början av Genpei-kriget. 
I bataljerna mellan Minamoto- och Taira-klanerna som pågått i årtionden, hade Yorimasa försökt hålla sig utanför politiken och att välja sida. Han deltog dock i Hogen-revolten 1156. För en kort tid var han till och med vän med Taira no Kiyomori. Under Heiji-revolten 1160 stödde han rentav Taira, som lyckades avsätta Minamoto. Emellertid ändrade sig Yoimasa i samband med att han officiellt drog sig tillbaka från militärtjänstgöringen i Kiyomoris armé. Han blev buddhistmunk och gjorde i maj 1180 avbön inför övriga Minamoto-ledare.
När Genpei-kriget började med det första slaget vid Uji ledder Yorimasa Minamotos styrkor, tillsammans med krigarmunkar (sōhei, 僧兵, bokstavligen ”krigarmunk”) från Mii-dera i försvaret av templet Byōdō-in.
Taira lyckades trots hårdnackat motstånd erövra templet. Ställd inför förlusten begick Yorimasa seppuku. Det här ses som den första kända rituella harakirin i historien.
Enligt legenden tog hans närmaste man hand om hans huvud, för att det inte skulle falla i fiendens händer.  Huvudet skulle ha fästs vid en sten och kastats i Uji-floden.
Yorimasas dödsdikt:
| ” | 埋もれ木の/花咲くことも/なかりしに/身のなる果てぞ/悲しかりける | „ |

Eller,
| ” | umoregi no/hana saku koto mo/nakarishi ni/mi no naru hate zo/kanashikarikeru | „ |

I översättning till svenska, ungefär
| ” | Som ett gammalt träd helt utan blommor Sorgligt var mitt liv förutbestämt av inte bära frukt | „ |

## Eftermäle
Asteroiden 5744 Yorimasa är uppkallad efter Minamoto no Yorimasa.